# Anevrina setigera
Anevrina setigera är en tvåvingeart som först beskrevs av Friedrich Hermann Loew 1874.  Anevrina setigera ingår i släktet Anevrina och familjen puckelflugor. Inga underarter finns listade i Catalogue of Life.